# Stupe-iT
Stupe-iT ist eine Rockband aus Steyr/Oberösterreich. Mittlerweile wohnen die Bandmitglieder in Wien.

## Geschichte
Gegründet wurde Stupe-iT 2002 von Simon Klausberger und Sebastian Seidl. Der Name stammt laut den Mitgliedern von der englischen Übersetzung für „etwas einwickeln“. Als Schlagzeuger stieß kurze Zeit nach der Gründung Raphael Rameis zur Band. In dieser Besetzung wurden bis 2005 einige Konzerte gespielt, jedoch wurde nie Material aufgenommen. Nachdem sich Raphael Rameis 2005 bei einem Unfall das Bein brach, stieß Rupert Huber als Schlagzeuger zu ihnen, vorerst jedoch nur als Ersatz.
Im Frühjahr 2006 wurden die ersten Konzerte erfolgreich absolviert und intensiv an neuem Material gearbeitet. Im Sommer 2006 begaben sich die Jungs ins Studio, um ihre erste EP mit dem Namen The Cause of and Solution to All of Life's Problems aufzunehmen. Im Zuge der Aufnahmen entschieden sich Klausberger und Seidl Huber als festes Mitglied aufzunehmen. Mit der EP im Gepäck tourten Stupe-iT 2007 durch ganz Österreich.
Auf einem dieser Konzerte wurde deren jetziger Manager Reini Schwarzinger auf die Band aufmerksam. Nach einigen größeren Konzerten u. a. auf der gotv Bädertour, beschlossen die Bandmitglieder Ende 2007 mit dem Produzenten Andreas Fennes an ihrem ersten Album zu arbeiten. Außerdem unterschrieb die Band bei dem Wiener Indie-Label crater8records.
Nach der Pre-Production im Frühjahr begann die Band im Juli 2008 mit den Aufnahmen. Mitten in den Aufnahmen beschloss der Gitarrist Simon Klausberger im Frühjahr 2009 die Band aus privaten Gründen zu verlassen.
Im Sommer 2009 stieß Markus Kraus als Gitarrist zur Band und beendete mit ihnen die Produktion der LP. Im Jänner 2012 verließ Markus Kraus die Band und wurde von Christian Schneider ersetzt.

### Shadows of a Lifetime
Am 1. Oktober 2010 erschien Shadows of a Lifetime, ein Konzeptalbum über einen Jungen namens Shadowboy, der in die große Stadt zieht und sich dort mit Liebe, Krankheit und Tod auseinandersetzen muss. Am 11. Oktober hatte das Video zur ersten Single Shadowboy auf gotv Premiere. Die zweite Single Here to Blame folgte am 28. September 2011, ebenfalls auf gotv. Mit "Here to Blame" stieg Stupe-iT in den GOTV Voting Charts auf Platz 1 und in den GOTV Charts auf Platz 15 ein.

### Mile End
Im August 2012 gab die Band bekannt, dass das kommende Album von William Francis (Aiden) produziert wird. Dazu begaben sich Stupe-iT im September 2012 in die Londoner Cafemusic Studios. Das Schlagzeug wurde in den Limehouse Studios in East London aufgenommen. In einem Interview mit Kerrang sprach William Francis über die Arbeiten im Studio und der Zusammenarbeit mit der Band. Am 21. Dezember 2012 präsentierten Stupe-iT die erste Single Good Killers mit einem Video. Mit dem Video wurde auch der neue Bassist Rob Stecker präsentiert. Am 25. Jänner 2013 wurde die Single über iTunes veröffentlicht und erreichte am ersten Tag Platz 1 in den iTunes-Rock-Charts und Platz 13 in den allgemeinen Single-Charts. Am 15. März 2013 stieg die Single Good Killers als höchster Neueinstieg auf Platz 32 der Austria Top40 ein.

## Stil
Der Stil der Band wurde am Anfang sehr von Bands wie Blink-182 oder Green Day beeinflusst. Im Laufe der Zeit entwickelte die Band jedoch einen eigenen Stil, der von der Band gerne als HorrorPopPunk bezeichnet wird. Auf dem Album Shadows of a Lifetime kann man sehr gut die musikalische Vielfalt der Band hören.

## Diskografie
- 2007: The Cause of and Solution to All of Life's Problems (Soundspur Records)
- 2010: Shadows of a Lifetime (crater8records / Hoanzl)[8]
- 2013: Mile End (Good Killers Inc.)[9]